# Przemysław raciborski

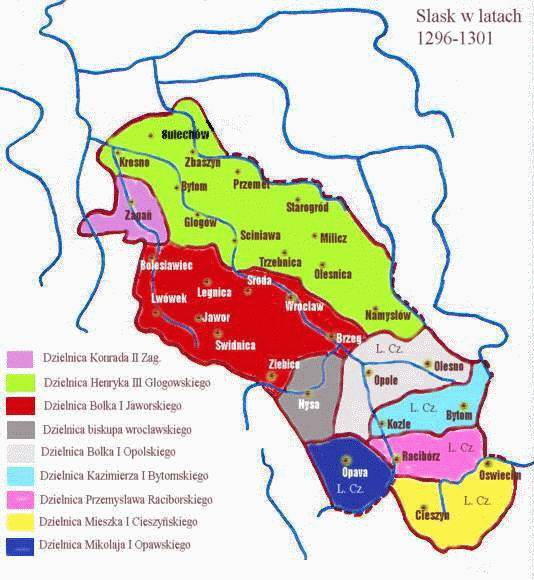
Posiadłości Przemysława raciborskiego w latach 1290–1306 (różowy kolor)

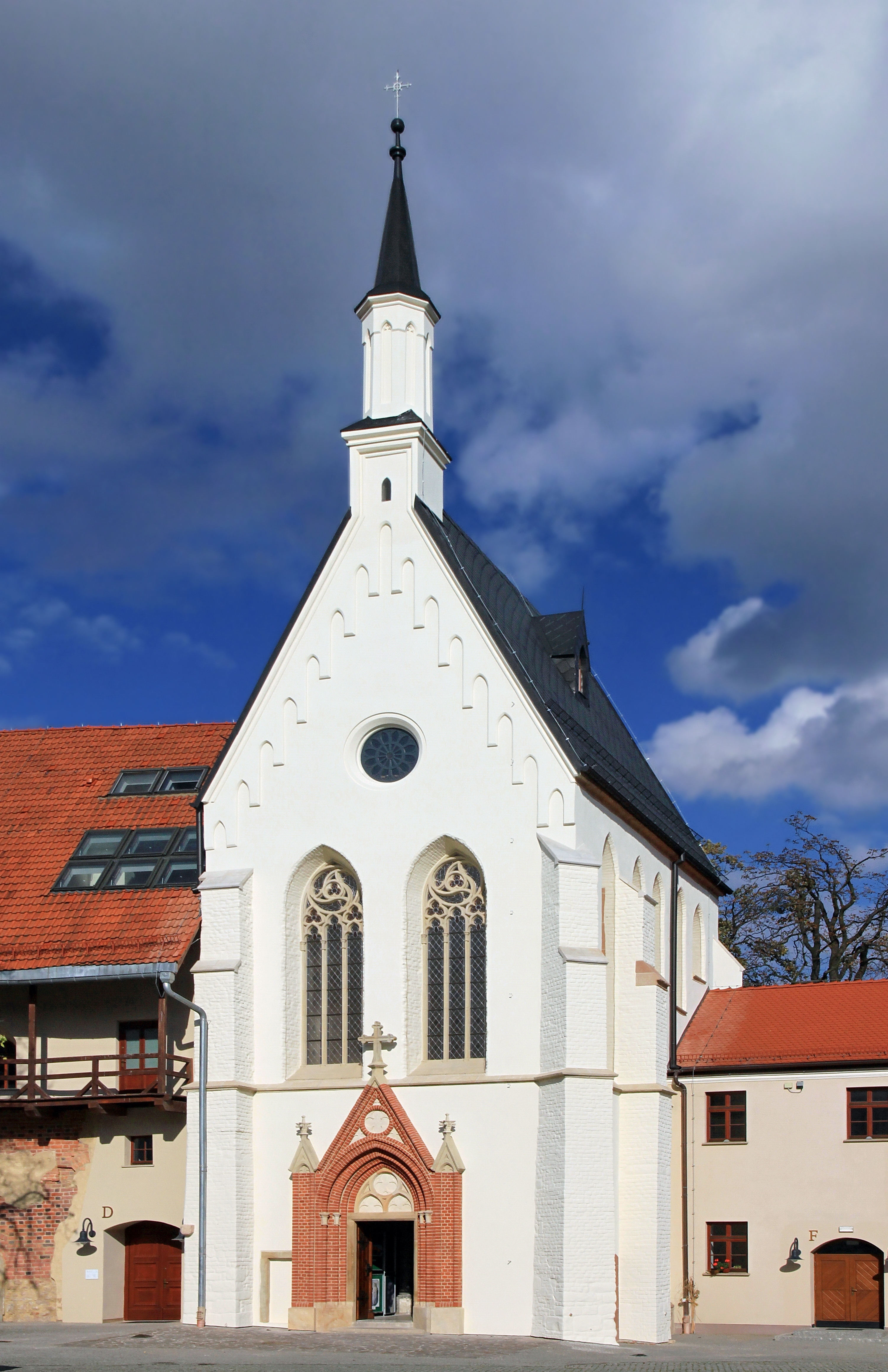
Kaplica zamkowa w Raciborzu fundacji Przemka

Przemysław (Przemko, Przemysł) raciborski (ur. między 1258 a 1268, zm. 7 maja 1306) – książę raciborski w latach 1290–1306.
Przemysław był najmłodszym synem księcia opolsko-raciborskiego Władysława i Eufemii Odonicówny. Od śmierci ojca w 1281 lub 1282 został współrządcą brata Mieszka w dzielnicy z głównymi grodami w Cieszynie, Oświęcimiu i Raciborzu. Pod koniec lat 80. Przemko razem z braćmi (z wyjątkiem Bolka) wsparli walczącego z Henrykiem IV Prawym biskupa wrocławskiego Tomasza II Zarembę. Poparcie biskupa nie przyniosło im żadnych korzyści, w dodatku duża część księstwa uległa zniszczeniu.
W 1290 doszło do podziału księstwa między braci, w wyniku czego Przemysław został władcą raciborskim. Jedną z pierwszych decyzji młodego księcia było znalezienie sobie małżonki. Wybranką Przemysława została córka władcy Czerska Konrada II, Anna. Rok później bracia księcia raciborskiego Bolko i Mieszko złożyli hołd lenny władcy czeskiemu Wacławowi II (trzeci brat Kazimierz był jego lennikiem od 1289). Nie wiadomo, czy również Przemysław uznał się wtedy za lennika, jest to jednak bardzo prawdopodobne. W polityce wewnętrznej książę raciborski zapisał się w historii dwoma wydarzeniami: nadaniem w 1299 praw miejskich Raciborzowi oraz ufundowaniem tamże klasztoru Dominikanek.
Przemysław zmarł 7 maja 1306 i został pochowany w klasztorze św. Jakuba w Raciborzu. Pozostawił po sobie jednego syna Leszka, który odziedziczył po nim całość dziedzictwa (z wyjątkiem Wodzisławia Śląskiego, który został oddany jako oprawa wdowia Annie), oraz dwie lub trzy córki: Annę (żonę Mikołaja II księcia opawskiego), Eufemię (przeoryszę w klasztorze dominikanek) i być może także Konstancję.

## Genealogia
| Kazimierz I opolski ur. 1178 lub 1179 zm. 13 V 1230 | Kazimierz I opolski ur. 1178 lub 1179 zm. 13 V 1230 |                                                              |                                                              | Wiola opolska ur. ? zm. 7 IX 1251 | Wiola opolska ur. ? zm. 7 IX 1251 |                                                     |  | Władysław Odonic ur. ok. 1190 zm. 5 VI 1239 | Władysław Odonic ur. ok. 1190 zm. 5 VI 1239 |                                                |                                                | Jadwiga ur. ? zm. 29 XII 1249 | Jadwiga ur. ? zm. 29 XII 1249 |
|                                                     |                                                     |                                                              |                                                              |                                   |                                   |                                                     |  |                                             |                                             |                                                |                                                |                               |                               |
|                                                     |                                                     |                                                              |                                                              |                                   |                                   |                                                     |  |                                             |                                             |                                                |                                                |                               |                               |
|                                                     |                                                     | Władysław opolski ur. ok. 1225 zm. 27 VIII lub 13 IX 1281/82 | Władysław opolski ur. ok. 1225 zm. 27 VIII lub 13 IX 1281/82 |                                   |                                   |                                                     |  |                                             |                                             | Eufemia Odonicówna ur. ok. 1235 zm. 15 II 1287 | Eufemia Odonicówna ur. ok. 1235 zm. 15 II 1287 |                               |                               |
|                                                     |                                                     |                                                              |                                                              |                                   |                                   |                                                     |  |                                             |                                             |                                                |                                                |                               |                               |
|                                                     |                                                     |                                                              |                                                              |                                   |                                   |                                                     |  |                                             |                                             |                                                |                                                |                               |                               |
|                                                     |                                                     |                                                              |                                                              |                                   |                                   |                                                     |  |                                             |                                             |                                                |                                                |                               |                               |
|                                                     |                                                     |                                                              |                                                              |                                   |                                   | Przemysław raciborski ur. 1258/1268 zm. 7 VIII 1306 |  |                                             |                                             |                                                |                                                |                               |                               |